# Peñarol (Montevideo)
Peñarol, conosciuto anche come Peñarol-Lavalleja, è un barrio di Montevideo, capitale dell'Uruguay.
Deve il suo nome alla cittadina italiana di Pinerolo, città d'origine di Giovanni Battista Crosa, primo residente della zona. Il quartiere è strettamente legato con il Club Atlético Peñarol.

## Geografia
Peñarol è situato nella periferia nord di Montevideo e confina a nord con il quartiere di Colón Sudeste–Abayubá, ad est con Manga-Toledo Chico e Casavalle, a sud con Aires Puros e Paso de las Duranas, a sud-ovest con Sayago e ad ovest con Colón Centro y Noroeste.

## Storia
La nascita del quartiere viene fatta risalire alla fine degli anni settanta del XVIII secolo, quando Giovanni Battista Crosa, un immigrato piemontese nativo di Pinerolo, s'insediò nell'area situata lungo il torrente Miguelete e vi aprì una pulpería (una sorta di drogheria) che chiamò Pinerolo. L'attività di Crosa era situata in quello che oggi è l'incrocio tra Coronel Raíz e la Ruta 102, e risultava in attività nel 1779. Con il passare degli anni il nome dell'attività venne ispanizzato in Peñarol. Accanto alla pulpería sorse poi una piccola cappella con cimitero dove Crosa fu sepolto quando morì nel 1790.
Nel 1891 entrò in funzione la stazione Peñarol, costruita dall'impresa britannica Central Uruguay Railway. Accanto alla fermata sorsero officine ferroviarie ed una serie di abitazioni per gli operai che diedero il via alla prima urbanizzazione dell'area, fino ad allora caratterizzata da campi e case contadine sparse. Il nuovo villaggio, grazie alla sua connotazione industriale e proletaria, assunse ben presto una propria identità e autonomia rispetto al tessuto urbano montevideano, ancora fisicamente separato e lontano. Nello stesso anno in cui fu inaugurata la stazione fu fondata dagli operai il Central Uruguay Railway Cricket Club, una società sportiva che aveva assunto come colori sociali il giallo-nero delle ferrovie britanniche. Nel corso degli anni il sodalizio concentrò le sue energie nella squadra di calcio, lo sport più popolare tra i soci, e nel 1913 cambiò il nome in Club Atlético Peñarol, in omaggio al quartiere di nascita. Il 10 marzo 1891 Peñarol ottenne lo status di villaggio.
Solo a partire dagli anni cinquanta, con l'espansione edilizia della capitale, Peñarol fu inglobata nel tessuto urbano di Montevideo.